# Lucas Karrvaz
Lucas Karrvaz es el acrónimo de José Lucas Carrión Vázquez, escultor nacido el 4 de junio de 1951 en Torrebaja, provincia de Valencia (Comunidad Valenciana, España).

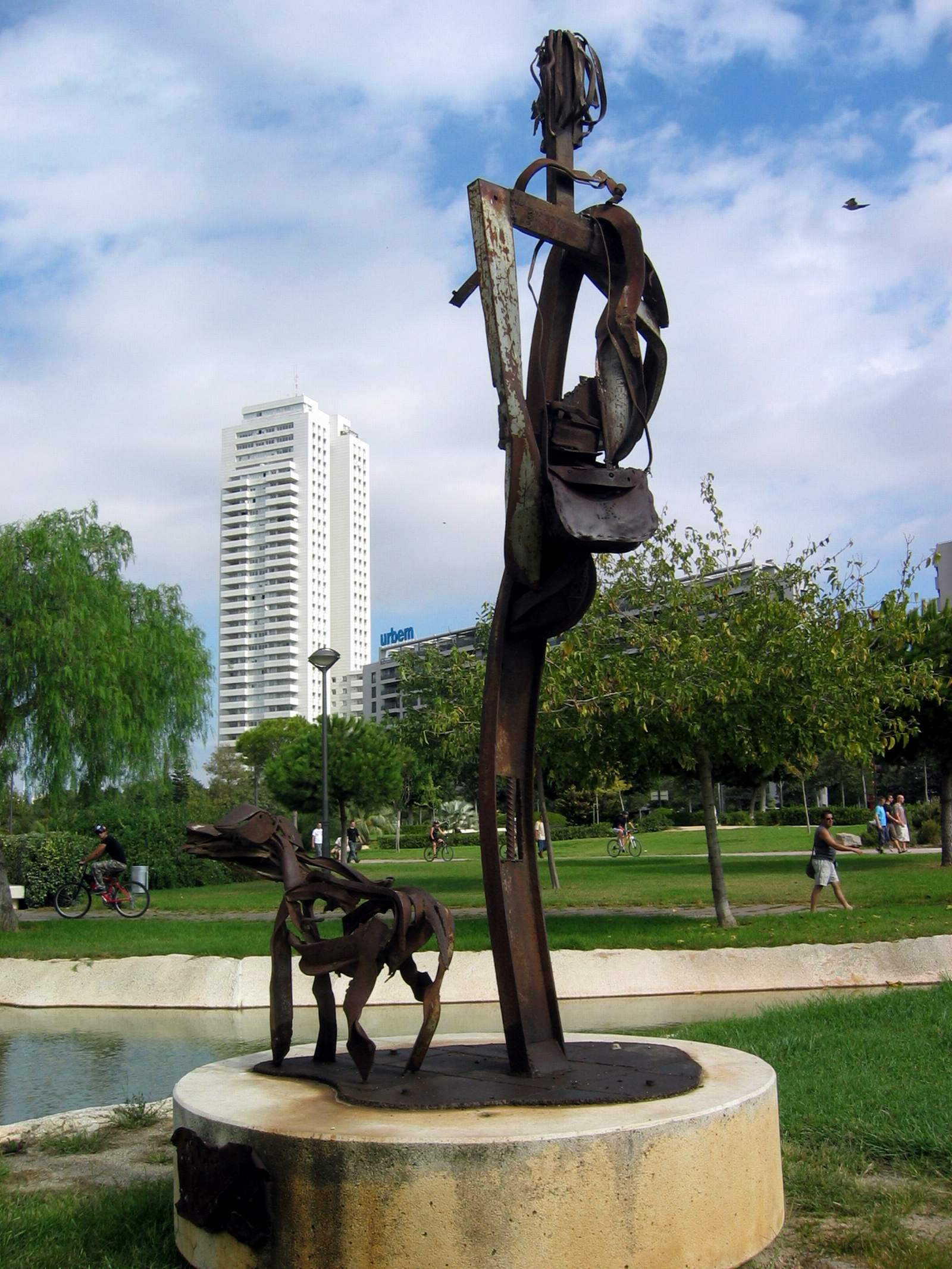
"El Pastor", escultura de Lucas Karrvaz en los Jardines de la Ciudad de las Artes y las Ciencias (2008).

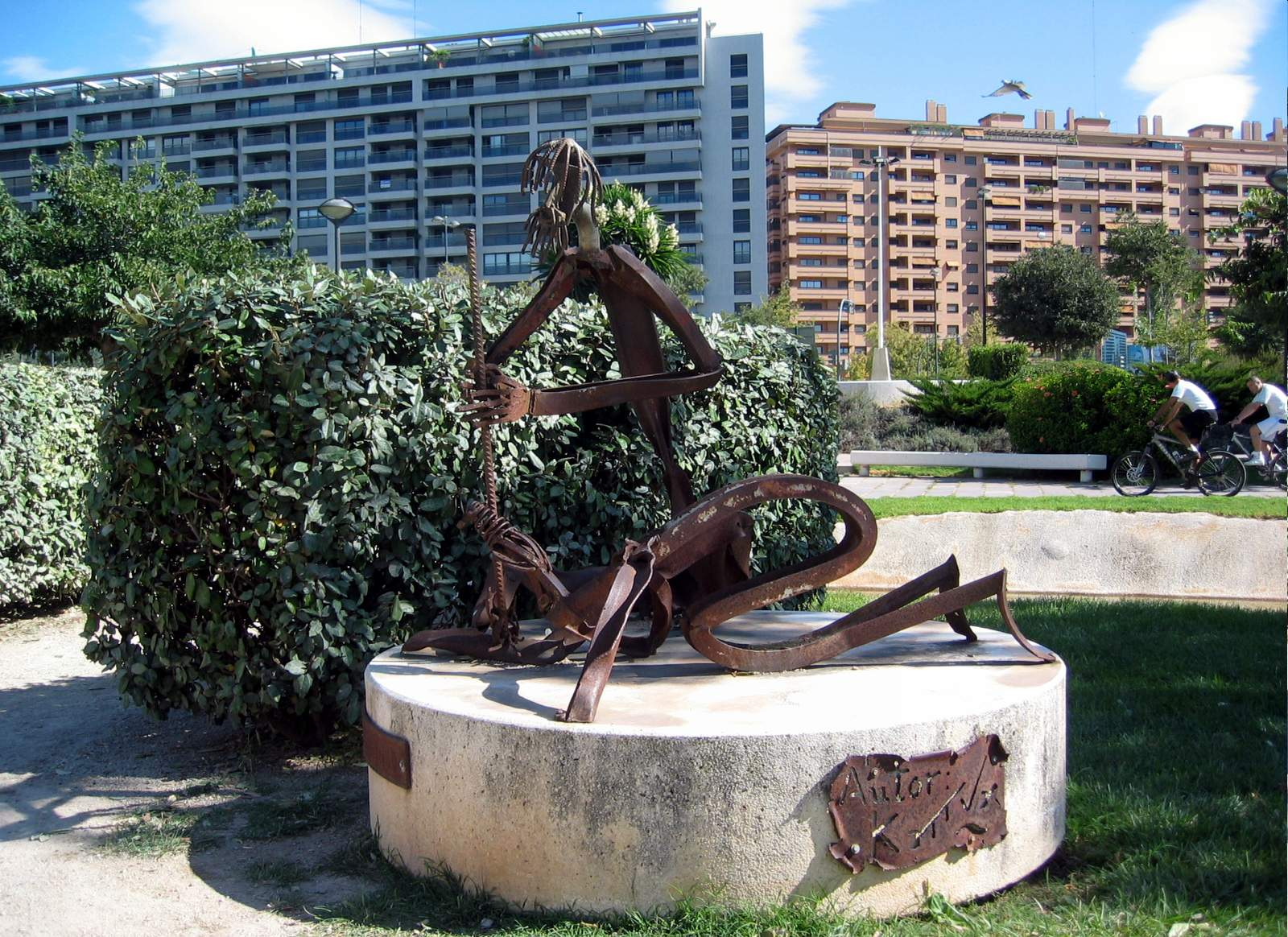
"El Fuego", escultura de Lucas Karrvaz, Jardines de la Ciudad de las Artes y las Ciencias en Valencia (2008).

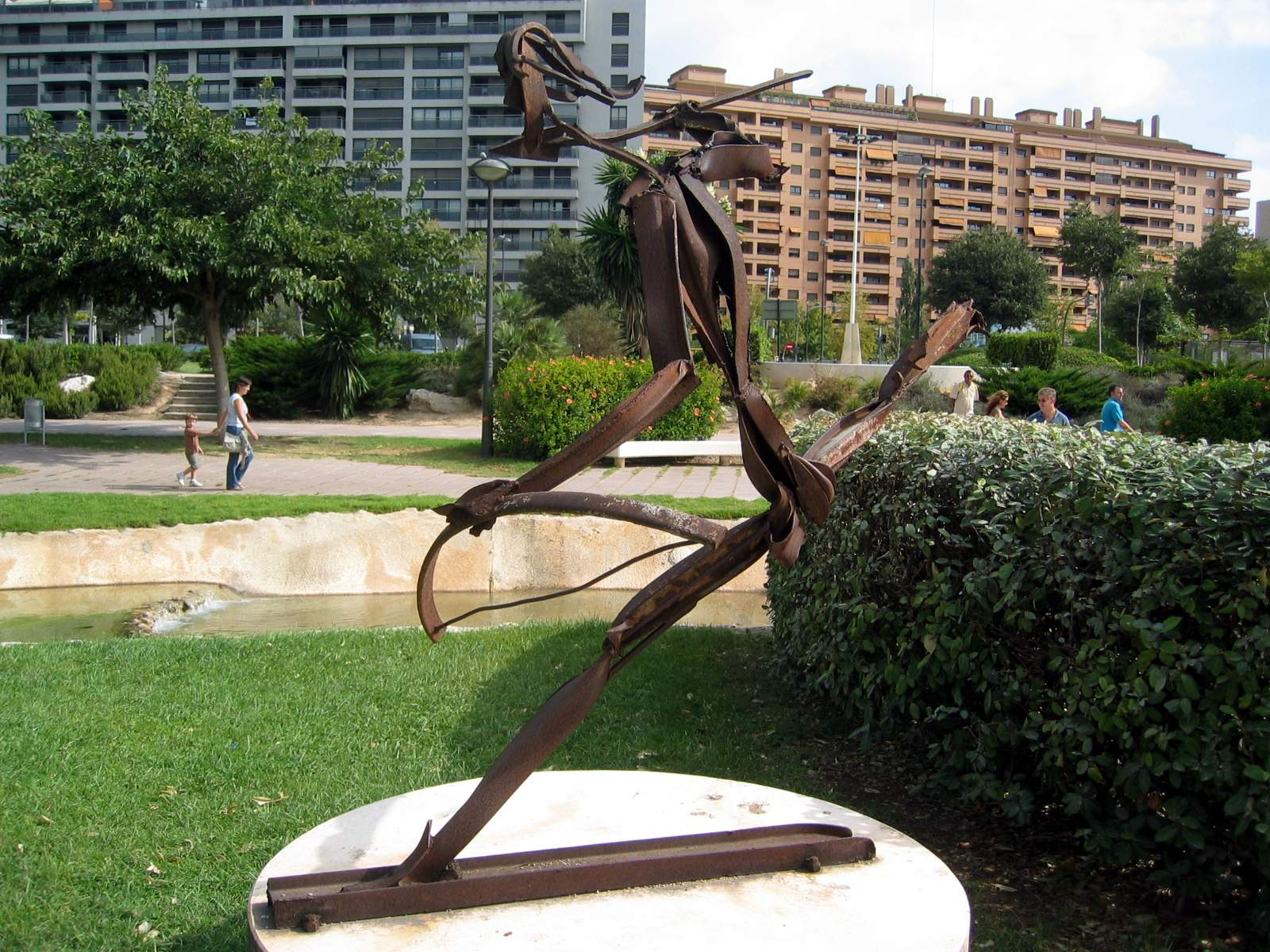
Detalle de "La Caza", escultura de Lucas Karrvaz, Jardines de la Ciudad de las Artes y las Ciencias (2008).

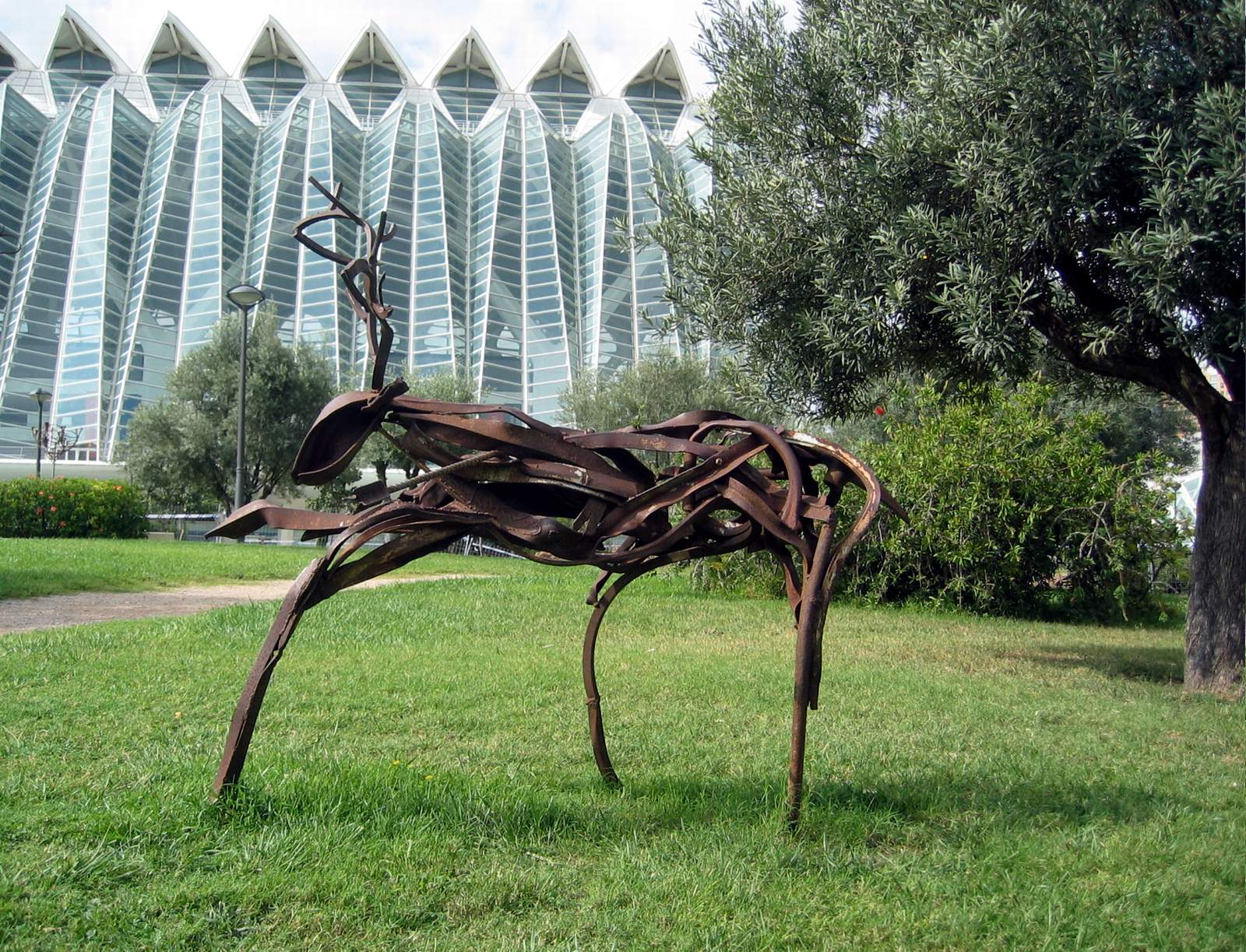
Detalle de "La Caza", escultura de Lucas Karrvaz, Jardines de la Ciudad de las Artes y las Ciencias (2008).

## Infancia y formación
Al finalizar los estudios primarios en las Escuelas Nacionales del pueblo marchó a Teruel para estudiar Maestría Industrial en la especialidad de metal. Durante sus años de formación participó en grupos de teatro, allí empezó a interesarse por el mundo del arte, le gustaba montar y desmontar las tramoyas, pintar los decorados. En cierta ocasión, durante unos ejercicios de clase, los alumnos tenían que hacer una figura con alambre y alicates. Él terminó rápidamente su figura y ayudó a algunos compañeros en la suya; sucedió que ganó el premio una de estas figuras que ayudó a componer, no la suya.
Estando en Rubielos de Mora, donde su familia se había trasladado, conoció al escultor José Gonzalvo (1929-2010), visitó varias veces su taller y admiró su obra, pero evitó dejarse influir por su estilo: el maestro Gonzalvo se expresaba mediante volúmenes, pero el principiante decidió hacerlo mediante vacíos, más bien al estilo de Pablo Gargallo. Sin embargo, asimiló su consejo, siguiéndolo durante toda su carrera: «Lo que puedas decir con cinco hierros, no lo hagas con siete ni diez...» –le dijo Gonzalvo-.
En Rubielos de Mora montó un taller, allí empezó a trabajar la piedra, un material barato y asequible: como cinceles utilizaba unos usos de hierro que le daban en la fábrica de lanas de la localidad y que él afilaba. Aquellos trabajos fueron bajorrelieves, le sirvieron para darse cuenta de que la piedra no era su camino. Por entonces la familia iba de vacaciones a Alcalá del Júcar (Albacete), la tierra paterna. Allí comenzó a familiarizarse con el hierro, yendo a la fragua que regentaban sus tíos. De esa época datan sus primeros contactos con el hierro, experiencia que le llevó a elegir forja y soldadura, «especialidades que eran para los que no podían optar a otra cosa».
Siendo todavía alumno de la escuela de Maestría Industrial, fue seleccionado para hacer un escudo sindical que representó a Teruel en la VI Feria Internacional del Campo, en Madrid (1965): «El escudo llevaba algo relacionado con el mundo del trabajo: un martillo, un yunque, una hoja de laurel, una espiga y cosas de estas...».

## Primeros pasos profesionales
Sus primeros trabajos fueron en la restauración del Monasterio de Santa María del Puig, donde sus tíos, los herreros de Alcalá del Júcar, había sido elegidos para hacer los forjados, rosetones de las puertas, una gran lámpara con los escudos de todas las provincias españolas. En el Monasterio del Puig trabajó el mosaico bizantino, cortando y poniendo las piezas que formaban los dibujos, un trabajo laborioso que le ayudó a encontrar soluciones técnicas y artísticas a los problemas que se le planteaban. Estando allí conoció a Jaume de Scals Aracil (1913-1978), maestro en el arte del socarrat, una técnica cerámica medieval. 
Posteriormente estuvo en Lladró, haciendo figuras de cerámica en el peculiar estilo de esta casa, pasando después a «Enrique Lafuente», una importante empresa de fundición donde comenzó a trabajar el bronce, calentando las piezas, doblándolas y puliéndolas. Tras dejar Lafuente comenzó a trabajar el hierro, creando lo que constituye su estilo. Por entonces participó en una exposición conjunta organizada en un local del Ayuntamiento de Valencia situado en la calle de la Sangre, presentó una «Venus leyendo», inspirada en la Venus del espejo de Velázquez. Durante la exposición conoció a Manuel Real Alarcón (1917- 1986), personaje de gran influencia en el mundo artístico valenciano, fundador de la «Tertulia de Artistas en Radio Valencia», este le organizó una exposición personal en el Palacio del Marques de Dos Aguas, en Valencia, que le sirvió para darse a conocer al público valenciano. A raíz de esto montó un estudio en Mislata, comenzó haciendo medallas y trofeos deportivos, incluso diseñó un curioso y elegante abrecartas para la FIAT, que luego se vendió como italiano. Los de la SEAT en España le pidieron lo mismo, pero con la siglas de su empresa.
Durante una estancia en París (1975-78), se integró en el Colectivo de Artistas de «Le Chichy», ello le dio la oportunidad de exponer su obra en distintas ciudades francesas, además de en Italia y Suiza, incluido el Palacio de las Naciones de Ginebra.

## Esculturas en la Ciudad de las Artes y las Ciencias
Según Elena de las Heras Esteban, Lucas Karrvaz es el artista que más esculturas tiene en la Ciudad de las Artes y las Ciencias. Los arquitectos que llevaban la urbanización de la zona contactaron con algunos escultores valencianos para exponerles que pretendían colocar una serie de esculturas en los jardines, cuyo tema genérico sería la pretecnología, y en un segundo momento, la música.
En el proyecto de la  Ciudad de las Artes y las Ciencias de Valencia trabajó con Antonio Marí Sart, un escultor de Jávea (Alicante); cada uno eligió un tema, de forma que sus trabajos resultaran armónicos y complementarios. Antonio Marí es el autor de distintas obras: «Andante», «Pescador», «Forjador», «Escritura» y «Azada»; todas ellas se exponen en el mismo entorno.
Su obra está repartida por una treintena de países, incluso en los Museos Vaticanos, donde tiene una escultura de Daniel Comboni, sacerdote y misionero italiano: hizo dos esculturas, una para el Vaticano y otra para Brescia, la ciudad natal del santo.
El artista participó en el concurso organizado por el «World Trade Center Memorial», en homenaje a las víctimas por los atentados de las Torres Gemelas de Nueva York -del 11 de septiembre de 2001-: su maqueta quedó finalista, entre los ochenta y cinco mil proyectos presentados de 165 países.

## Otras actividades
Fundador y director del Instituto Rural de Arte «Hoz del Júcar» (2006), una residencia internacional para artistas y creativos ubicada en Alcalá del Júcar, a la que puede accederse como residente o solicitando una beca III Milenio.

## Obra

### Obra escultórica
- Primeras obras: Moto, Quijote, Nazareno, San Fernando, Dama de Elche (piedra).
- Aliados (Jardines de la Ciudad de las Artes y las Ciencias, Valencia).
- Autorretrato.
- Caballero andante (obra realizada durante el servicio militar del autor en caballería: treinta años después fue nombrado Caballero Lusitano Ilustre por el coronel del regimiento, Ángel Carretero, en nombre de su fundador, el conde de Pezuela).
- Caballos (temática favorita del autor, entre ellas: Aliados, Don Quijote, etc).
- Caminante, El (Molino de Casasbajas).
- Capea, La (relativa al toreo).
- Caza, La (Jardines de la Ciudad de las Artes y las Ciencias, Valencia).
- Corredor de fondo (en homenaje a este deporte: el autor fue Medalla de Plata en el Campeonato de España).
- Cuatro estaciones (relativas a las estaciones del año y a las edades del hombre: infancia, adolescencia, juventud y madurez).
- Daniel Comboni, sacerdote misionero (Brescia, Italia).
- Daniel Comboni, sacerdote misionero (Ciudad del Vaticano, Italia).
- Desolación (homenaje del autor a las víctimas del Huracán Mitch que arrasó Centroamérica en 1998).
- Espantapájaros, El (Jardines de la Ciudad de las Artes y las Ciencias, Valencia).
- Espíritu de Érmua (particular homenaje del autor a Miguel Ángel Blanco).
- Fuego, El (Jardines de la Ciudad de las Artes y las Ciencias, Valencia).
- Hombre abatido (París, 1978).
- Inclemencias, Las (Jardines de la Ciudad de las Artes y las Ciencias, Valencia).
- Kosovo (relativa a la guerra en Kosovo).
- Lamento (rebelión contra la injusticia).
- Lectura (para la Feria del Libro).
- Llanto, El (Jardines de la Ciudad de las Artes y las Ciencias, Valencia).
- Llegada del Euro, La (Torrebaja).
- Mano tendida, La.
- Pareja, La (homenaje a su padre que fue guardia civil, y a su actividad profesional en los pueblos del Rincón de Ademuz y Rubielos de Mora).
- Retratos ilustres: Dalí, Goya, Picasso, Velásquez (expuestos en la Vega del Arte, Madrid).
- Siega, La (Jardines de la Ciudad de las Artes y las Ciencias, Valencia).
- Siesta, La (Jardines de la Ciudad de las Artes y las Ciencias, Valencia).
- Soldado (obra realizada en el campamento de Marines (Valencia), durante el servicio militar del autor, en 1973).
- Swing del Golf (relativa al deporte del golf).
- Trujalia: la vaca loca (Torrebaja).

### Proyectos realizados
- Isla del Museo.
- Palacio de la Ópera.
- Parque escultórico «Arte y Naturaleza»: I Bienal (2001-2002) y II Bienal (2003-2005) de esculturas al aire libre en el Rincón de Ademuz.
- Rosaleda del Jardín del Turia.
- V Centenario de Minglanilla.

### Proyectos que no pasaron de serlo
- Memorial 11-S de Nueva York.
- Monumento a la Paella.
- Monumento a las 3 Culturas (Ávila)
- Monumento a las víctimas del 11M (Madrid).
- Monumento al Burro de Mijas.
- Monumento al Tribunal de las Aguas (Valencia).
- Monumento del Partenón del siglo XXI.
- Weschester Memorial USA.